# Лакколит

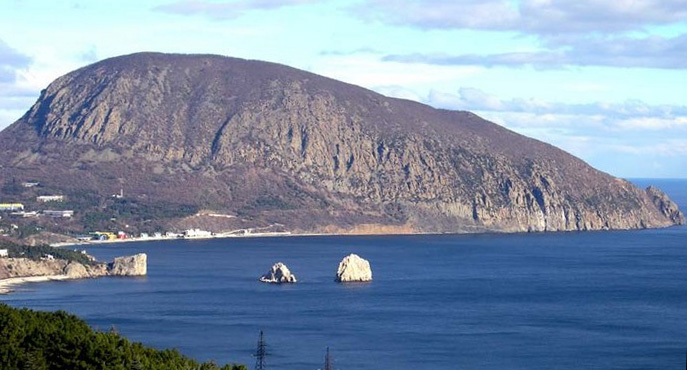
Аю-Даг — пример лакколита

Лакколит (др.-греч. λάκκος) — интрузивное тело грибообразной формы (с выпуклой поверхностью и плоским горизонтальным основанием).

## Термин
Термин ввёл Карл Гилберт в 1877 году в монографии о горном хребте Генри в штате Юта. Слово греческого происхождения от λάκκος — углубление и λίθος — камень.

## Формирование

Схематическое изображение формирования лакколита между двумя слоями с каналом магмы

Образуется вязкой магмой, как правило, кислого состава, поступающей либо по водородным подводящим каналам снизу, либо из силла, которая, распространяясь по слоистости, приподнимает вмещающие вышележащие породы, не нарушая их слоистости. Лакколиты встречаются поодиночке, либо группами. Размеры лакколитов сравнительно небольшие — от сотен метров до нескольких километров в диаметре.

## Бисмалит
Особой разновидностью лакколитов являются бисмалиты (др.-греч. βύσμα — пробка и λίθος — камень), представляющие собой позднюю стадию формирования лакколита. В тех случаях, когда давление вязкой магмы превышает вес вышележащих слоев, в кровле лакколита может появиться система трещин, куда внедряется магма, с образованием секущего цилиндрического тела. Бисмалиты могут достигать поверхности Земли или оканчиваться в толще осадочных пород, приподнимая их в виде купола.